# Torre Catalano
Torre Catalano (Buffalo, ...) è un produttore cinematografico, sceneggiatore e regista statunitense.

## Carriera
Catalano ha iniziato a lavorare nel mondo dello spettacolo come direttore della fotografia della seconda unità nel video musicale del singolo Yes We Can, cantato dal rapper Will.i.am. In seguito è divenuto noto al pubblico per il documentario Mayor of Strawberry Fields, riguardo alla cultura urbana dei senzatetto di Central Park, e per aver co-prodotto e co-diretto il mediometraggio per la cantautrice pop Katy Perry dal titolo Katy Perry Makes a Video: California Gurls.
Il suo cortometraggio dal titolo Seasick Sailor ha vinto il premio alla "migliore regia" e al "miglior attore" (Keir Gilchrist) al Williamsburg Independent Film Festival del 2013.
Catalano ha fondato la società di produzione The Colors You Like con il produttore Billy Mann.
Nel 2015 ha diretto un breve video dal titolo I Have OCD. This Is What It’s Like to Be in My Mind for 3 Minutes volto a sensibilizzare il pubblico sul tema dei disturbi ossessivo-compulsivi, di cui anch'egli soffre. Il video viene pubblicato sul sito web della community The Mighty e sul canale YouTubedella stessa, ottenendo in breve tempo più di due milioni di visualizzazioni.
È stato sposato con l'attrice Martha MacIsaac, che ha partecipato con lui alla pellicola Seasick Sailor, dal 2010 al 2015.

## Filmografia
| Anno | Titolo                                     | Ruolo                                          | Appunti                      |
| ---- | ------------------------------------------ | ---------------------------------------------- | ---------------------------- |
| 2018 | Becoming Bobby Feeno                       | Regista                                        | (Documentario TV, 8 episodi) |
| 2017 | Some Bright White                          | Sceneggiatore, regista                         | (Cortometraggio)             |
| 2015 | Almost Anything                            | Sceneggiatore, produttore esecutivo, regista   | (Film comedy-drama)          |
| 2014 | Milwaukee                                  | Sceneggiatore, produttore esecutivo, regista   | (Film comedy-drama)          |
| 2013 | Seasick Sailor                             | Sceneggiatore, regista                         | (Cortometraggio)             |
| 2010 | Katy Perry Makes a Video: California Gurls | Produttore, regista                            | (Mediometraggio)             |
| 2011 | Marcy                                      | Produttore                                     | (Serie TV, 8 episodi)        |
| 2011 | Young Farmer                               | Produttore                                     | Film TV                      |
| 2009 | The Mayor of Strawberry Fields             | Sceneggiatore, produttore, regista             | Cortometraggio               |
| 2008 | Yes We Can                                 | Direttore della fotografia della seconda unità | Videoclip                    |